# Лиховид В'ячеслав Максимович
Лиховид В'ячеслав Максимович (нар. 9 червня 1946, Новогрудок — 24 лютого 1998, Біла Церква) — український композитор кіно.

## Біографія
Народився у Гродненській області (Білорусь). Закінчив Київську консерваторію (1970). Керував естрадним ансамблем (1970—1973), був концертмейстером Київського педагогічного інституту (1973) тощо. З 1979 р. — концертмейстер Київського училища естрадно-циркового мистецтва.
Автор музики до низки документальних стрічок, а також до художніх фільмів часів совєцької окупації України: «Р. В. С.» (1977), «Ти тільки не плач» (1979), «В'язень Другої авеню» (1980, т/ф).
З дружиною Оксаною Лиховид виростили доньок Христину й Мар'яну.

### Твори
- вокально-симфонічна поема «Зброя перемоги»,
- для симфонічного оркестру — «Sinfonico stretto»,
- сюїта «Пісня — не казка», укр. обряд «Весілля»,
- для духових, струнних, гітари і фортепіано — «Ліричний дивертисмент»,
- для струнних — Квартквінтет,
- для скрипки та фортепіано — «Колисковий танець»,
- для флейти і скрипки — Симфонія,
- для двох контрабасів — Дует,
- для фортепіано — Монодія, п'єси для дітей,
- для 6-струнної гітари — 2 п'єси,
- для баяна — 3 хореографічні картинки,
- хори, романси, пісні, музика до театральних вистав.